# Kościół ewangelicki w Breźnie
Kościół ewangelicki w Breźnie (słow. Evanjelický a. v. kostol) – kościół wyznania ewangelicko-augsburskiego w Breźnie w kraju bańskobystrzyckim na Słowacji. Wznosi się w północnej części centrum miasta przy ul. Jána Chalupki 1.

## Opis
Murowana budowla w formie prostej hali z prezbiterium została wzniesiona w latach 1785-1787, po „Patencie tolerancyjnym” cesarza Józefa II (1781). Kamień węgielny pod kościół położony został 4 czerwca 1785 roku, gdy proboszczem był Jan Kuzmány. W 1841 roku kościół i starą farę zniszczył pożar. W połowie XIX wieku, w czasie, gdy parafią kierował Ján Chalupka, kościół został odbudowany w stylu klasycystycznym i powiększony, powstały empora, ambona i nowy ołtarz o konstrukcji kolumnowej. Pochodzi on z 1865 roku, obraz ołtarzowy Chrystusa na Górze Oliwnej wykonał lewocki malarz Zapletal. W 1866 roku zainstalowano ambonę, a przy niej kamienną chrzcielnicę z miedzianym, młotkowanym wieczkiem. 
W 1883 r. kościół ponownie spłonął wraz z plebanią i zabudowaniami parafialnymi. Z okazji 100. rocznicy założenia kościoła w 1887 roku zakupiono od firmy Rieger z Karniowa nowe, trójmanualne organy z 42 rejestrami, które są drugimi co do wielkości organami kościołów ewangelickich na Słowacji. 
Kwadratowa wieża zwieńczona ośmiobocznym, ostrosłupowym hełmem, pochodzi z roku 1909. W 1925 roku dwuspadowy dach świątyni przebudowano na mansardowy, pokryty miedzianą blachą.
Częścią wnętrza jest także olejny obraz na płótnie przedstawiający Ukrzyżowanie autorstwa Jakuba Stundera z początku XIX wieku. 
We wnętrzu znajduje się tablica upamiętniająca proboszczów parafii ewangelickiej w Breźnie Jána Chalupkę i Martina Rázusa oraz tablica upamiętniająca wszystkich proboszczów parafii od 1784 roku.

Galeria
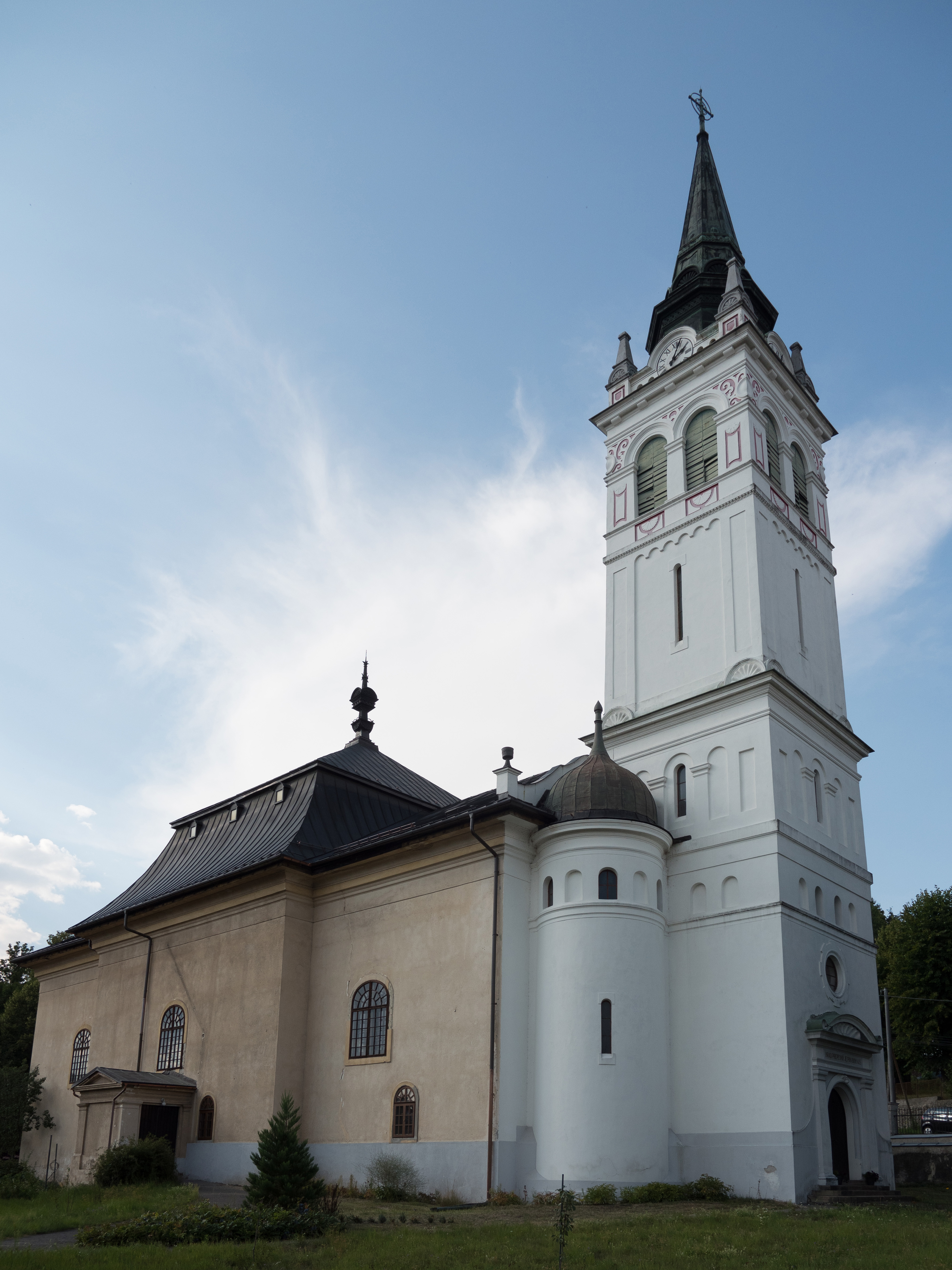
Kościół od strony południowej
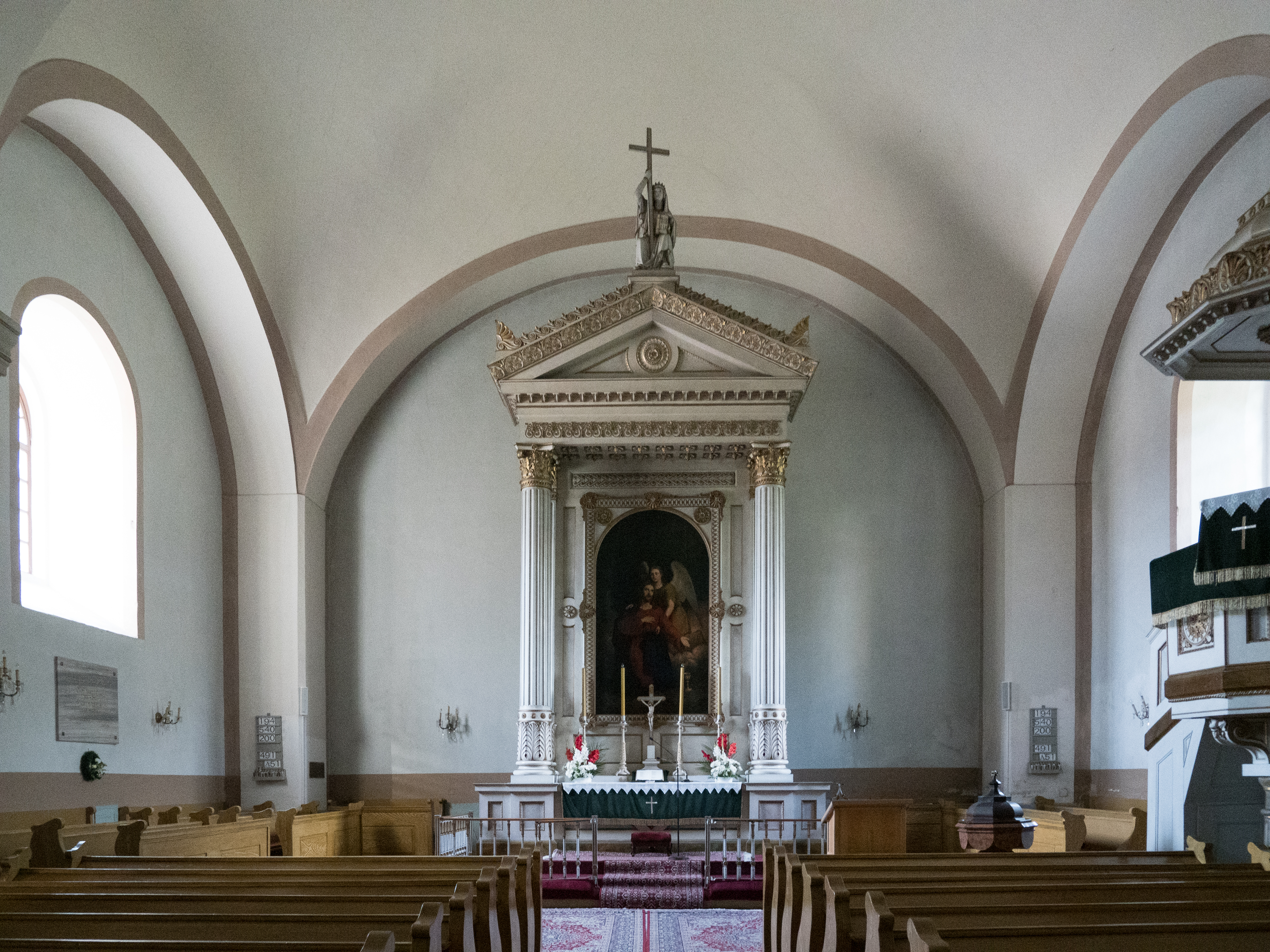
Ołtarz główny
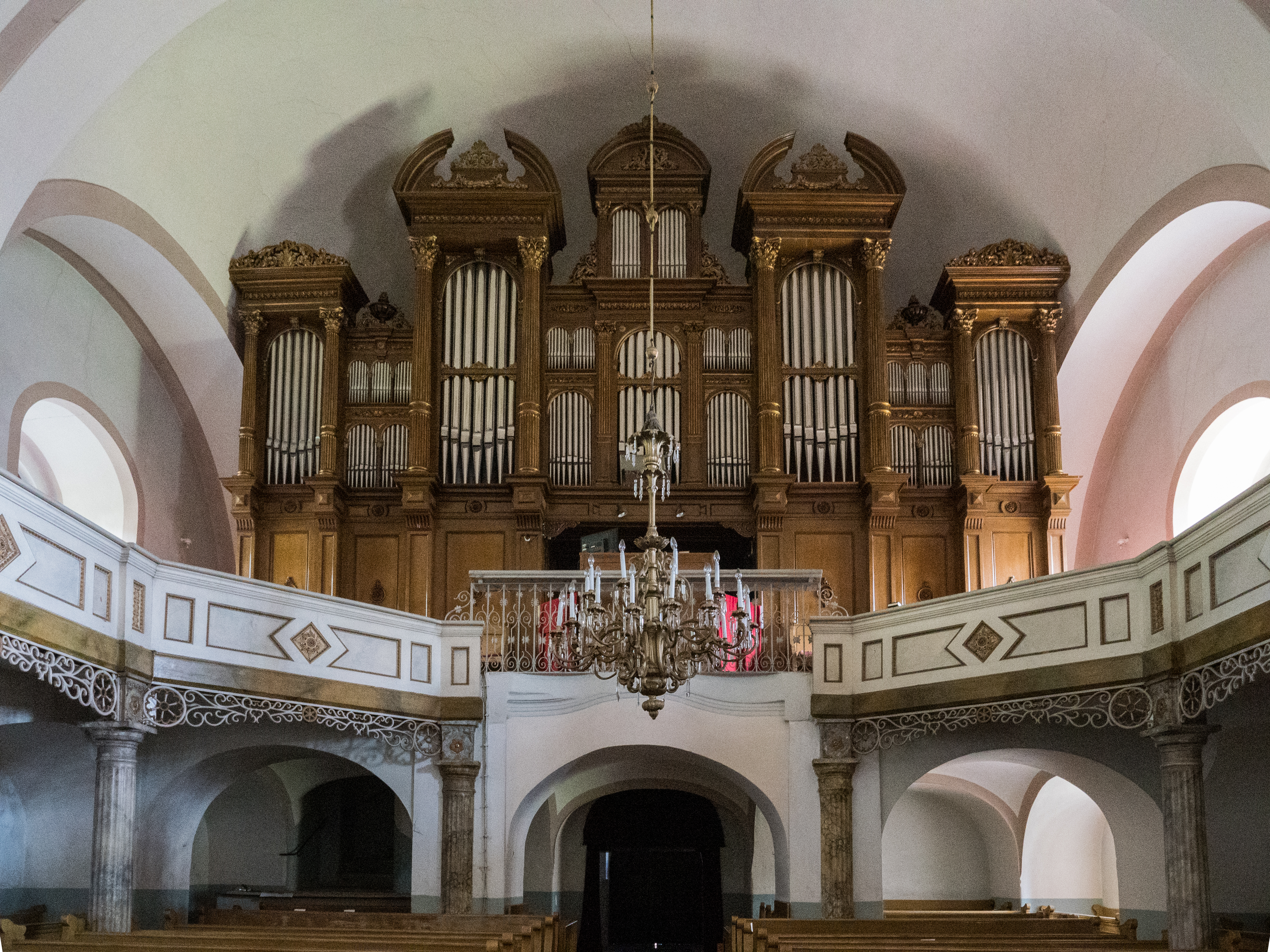
Organy